# Európai Filmdíj a legjobb zeneszerzőnek
A legjobb zeneszerző (angolul: Best European Composer elismerés az 1988-ban alapított Európai Filmdíjak egyike, amelyet az Európai Filmakadémia ítél oda az év európai filmterméséből legjobbnak tartott eredeti filmzene szerzőjének. A díjátadóra felváltva Berlinben, illetve egy-egy európai városban megrendezett gála keretében kerül sor minden év végén.
Az Európai Filmdíjat 1996-ig Felix-díj néven ítélték oda, így a díj nevében is ez szerepelt. Az Akadémia megalakulása előtti díjátadón, 1988-ban a filmzeneszerzők, díszlettervezők és operatőrök munkáját egy különleges látvány díja (Special Aspect Award) elnevezésű kategóriában közösen értékelték, melyet végül is díszlettervezők nyertek, így a brit jelölt, Terence Davis nem kaphatott elismerést. Ugyanakkor, hogy Az elsötétülés napjai című szovjet alkotás zeneszerzőjének teljesítményét mégis jutalmazzák, részére a zsűri különdíja a legjobb zenének (Special Jury Award for Best Music) elnevezéssel adtak át díjat. 1989-től 1992-ig a díj neve az év legjobb filmzeneszerzője volt. 2004 óta viseli mai nevét.
A díjazottak kiválasztása, a díj adományozásának gyakorlata az idők során többször változott. Míg régebben a többi egyéni kategóriához hasonlóan egy 2-6 fős előzetes jelölés után az EFA-tagok szavaztak a díjazottról, 2013 óta a legjobb zeneszerző díjra nem lehet jelölni. Az elismerésben részesítendő alkotóról egy 7 tagú külön zsűri dönt, azon filmek operatőrei közül, melyek szerepelnek az Európai Filmdíjra számításba vett alkotások listáján. A zsűri összetétele a következő:
1. egy filmrendező,
2. egy operatőr,
3. egy látványtervező vagy jelmeztervező,
4. egy zeneszerző vagy hangzástervező,
5. egy filmvágó,
6. egy filmproducer,
7. egy fesztiváligazgató.

A díjra csak olyan jelöltek jöhetnek számításba, akik Európában születtek, illetve európai állampolgárok (európai állam útlevelével rendelkeznek).

## Díjazottak és jelöltek
| „Díjazott” – szürkéskék háttérrel   |
| „Jelölt” – világos szürke háttérrel |

### 1980-as évek
| Év                         | Nyertesek és jelöltek    | Magyar címe                   | Eredeti címe |
| -------------------------- | ------------------------ | ----------------------------- | ------------ |
| 1988                       |                          |                               |              |
| Jurij Hánin                | Az elsötétülés napjai    | Dni zatmenija (Дни затмения ) |              |
| Terence Davies             | Távoli hangok, csendélet | Distant Voices, Still Lives   |              |
| 1989                       |                          |                               |              |
| Andrew Dickson             | Vérmes remények          | High Hopes                    |              |
| Goran Bregović             | Kuduz                    | Kuduz                         |              |
| Darvas Ferenc              | Eldorádó                 | Eldorádó                      |              |
| Michał Lorenc              | 300 mérföld az égig      | 300 mil do nieba              |              |
| Maggie Parke Gast Waltzing | –––                      | A Wopbobaloobop a Lopbamboom  |              |

### 1990-es évek
| Év                                          | Nyertesek és jelöltek | Magyar címe        | Eredeti címe |
| ------------------------------------------- | --------------------- | ------------------ | ------------ |
| 1990                                        |                       |                    |              |
| A díjat nem ítélték oda.                    |                       |                    |              |
| Jean-Luc Godard                             | Új hullám             | Nouvelle Vague     |              |
| Jean-Claude Petit                           | Cyrano de Bergerac    | Cyrano de Bergerac |              |
| Jürgen Knieper                              | Decemberi menyasszony | December Bride     |              |
| 1991                                        |                       |                    |              |
| Hilmar Örn Hilmarsson                       | A természet gyermekei | Börn náttúrunnar   |              |
| 1992                                        |                       |                    |              |
| Vincent van Warmerdam                       | Északiak              | De Noorderlingen   |              |
| 1993 és 1999 között nem osztottak ki díjat. |                       |                    |              |

### 2000-es évek
| Év                                          | Nyertesek és jelöltek           | Magyar címe                                                           | Eredeti címe |
| ------------------------------------------- | ------------------------------- | --------------------------------------------------------------------- | ------------ |
| 2000 és 2003 között nem osztottak ki díjat. |                                 |                                                                       |              |
| 2004                                        |                                 |                                                                       |              |
| Bruno Coulais                               | Kóristák                        | Les choristes                                                         |              |
| Alexandre Desplat                           | Leány gyöngy fülbevalóval       | Girl with a Pearl Earring                                             |              |
| The Free Association                        | –––                             | Code 46                                                               |              |
| Alberto Iglesias                            | Rossz nevelés Többet ne!        | La mala educación Te doy mis ojos                                     |              |
| Eleni Karaindrou                            | A könnyező mező                 | Trilogia: To livadi pou dakryzei (Τριλογία 1: Το Λιβάδι που δακρύζει) |              |
| Stephen Warbeck                             | Az Alzheimer ügy                | De Zaak Alzheimer                                                     |              |
| 2005                                        |                                 |                                                                       |              |
| Rupert Gregson-Williams Andrea Guerra       | Hotel Ruanda                    | Hotel Rwanda                                                          |              |
| Joachim Holbek                              | Manderlay                       | Manderlay                                                             |              |
| Cyril Morin                                 | A szíriai menyasszony           | The Syrian Bride                                                      |              |
| Ennio Morricone                             | Sorstalanság                    | Sorstalanság                                                          |              |
| Stefan Nilsson                              | Hétköznapi mennyország          | Så som i himmelen                                                     |              |
| Johan Söderqvist                            | Testvéred feleségét...          | Brødre                                                                |              |
| 2006                                        |                                 |                                                                       |              |
| Alberto Iglesias                            | Volver                          | Volver                                                                |              |
| Tuomas Kantelinen                           | Az anyukám                      | Äideistä parhain                                                      |              |
| Dario Marianelli                            | Büszkeség és balítélet          | Pride and Prejudice                                                   |              |
| Gabriel Yared / Stéphane Moucha             | A mások élete                   | Das Leben der Anderen                                                 |              |
| 2007                                        |                                 |                                                                       |              |
| Alexandre Desplat                           | A királynő                      | The Queen                                                             |              |
| Alex Heffes                                 | Az utolsó skót király           | The Last King of Scotland                                             |              |
| Dejan Pejović                               | Guca! (Trombitaverseny)         | Guča!                                                                 |              |
| Tom Tykwer Johnny Klimek Reinhold Heil      | A parfüm: Egy gyilkos története | Perfume: The Story of a Murderer                                      |              |
| 2008                                        |                                 |                                                                       |              |
| / Max Richter                               | Libanoni keringő                | Vals Im Bashir (ואלס עם באשיר)                                        |              |
| Tuur Florizoone                             | Moszkva, Belgium                | Aanrijding in Moscou                                                  |              |
| Dario Marianelli                            | Vágy és vezeklés                | Atonement                                                             |              |
| Fernando Velázquez                          | Árvaház                         | El orfanato                                                           |              |
| 2009                                        |                                 |                                                                       |              |
| Alberto Iglesias                            | Megtört ölelések                | Los abrazos rotos                                                     |              |
| Alexandre Desplat                           | Coco Chanel                     | Coco avant Chanel                                                     |              |
| Jacob Groth                                 | A tetovált lány                 | Män som hatar kvinnor                                                 |              |
| Johan Söderqvist                            | Engedj be!                      | Låt den rätte komma in                                                |              |

### 2010-es évek
| Év                                | Nyertesek és jelöltek     | Magyar címe               | Eredeti címe                                               | Ország   | Megjegyzés |
| --------------------------------- | ------------------------- | ------------------------- | ---------------------------------------------------------- | -------- | ---------- |
| 2010                              |                           |                           |                                                            |          |            |
| Alexandre Desplat                 | Szellemíró                | The Ghost Writer          | Franciaország · Németország · Egyesült Királyság           | [ * 1 ]  |            |
| Ales Brezina                      | –––                       | Kawasakiho růže           | Csehország                                                 |          |            |
| Pasquale Catalano                 | Szerelem, pasta, tenger   | Mine vaganti              | Olaszország                                                |          |            |
| Gary Yershon                      | Még egy év                | Another Year              | Egyesült Királyság                                         |          |            |
| 2011                              |                           |                           |                                                            |          |            |
| Ludovic Bource                    | The Artist – A némafilmes | The Artist                | Franciaország                                              | [ * 2 ]  |            |
| Alexandre Desplat                 | A király beszéde          | The King's Speech         | Egyesült Királyság                                         |          |            |
| Alberto Iglesias                  | A bőr, amelyben élek      | La piel que habito        | Spanyolország                                              |          |            |
| Víg Mihály                        | A torinói ló              | A torinói ló              | Magyarország · Franciaország · Svájc · Németország         |          |            |
| 2012                              |                           |                           |                                                            |          |            |
| Alberto Iglesias                  | Suszter, szabó, baka, kém | Tinker Tailor Soldier Spy | Franciaország · Egyesült Királyság · Németország           | [ * 3 ]  |            |
| Cyrille Aufort Gabriel Yared      | Egy veszedelmes viszony   | En kongelig affære        | Dánia                                                      |          |            |
| François Couturier                | A lány és a költő         | Io sono Li                | Olaszország · Franciaország                                |          |            |
| George Fenton                     | Szesztolvajok             | The Angels' Share         | Egyesült Királyság · Franciaország · Belgium · Olaszország |          |            |
| 2013                              |                           |                           |                                                            |          |            |
| Ennio Morricone                   | Senki többet              | La migliore offerta       | Olaszország                                                | [ * 4 ]  |            |
| 2014                              |                           |                           |                                                            |          |            |
| Mica Levi                         | A felszín alatt           | Under the Skin            | Egyesült Királyság                                         | [ * 5 ]  |            |
| 2015                              |                           |                           |                                                            |          |            |
| Cat's Eyes                        | The Duke of Burgundy      | The Duke of Burgundy      | Egyesült Királyság · Magyarország                          | [ * 6 ]  |            |
| 2016                              |                           |                           |                                                            |          |            |
| Ilja Alekszandrovics Demuckij     | Mártírok                  | (M)ucsenik ((М)ученик)    | Oroszország                                                | [ * 7 ]  |            |
| 2017                              |                           |                           |                                                            |          |            |
| Jevgenyij Galperin Szása Galperin | Szeretet nélkül           | Nyeljubov (Нелюбовь)      | Oroszország · Belgium · Németország · Franciaország        | [ * 8 ]  |            |
| 2018                              |                           |                           |                                                            |          |            |
| Christoph Kaiser Julian Maas      | 3 nap Quiberonban         | 3 Tage in Quiberon        | Németország · Ausztria · Franciaország                     | [ * 9 ]  |            |
| 2019                              |                           |                           |                                                            |          |            |
| John Gürtler                      | Kontroll nélkül           | Systemsprenger            | Németország                                                | [ * 10 ] |            |

### 2020-as évek
| Év                                 | Nyertesek és jelöltek | Magyar címe           | Eredeti címe                                                                | Ország   | Megjegyzés |
| ---------------------------------- | --------------------- | --------------------- | --------------------------------------------------------------------------- | -------- | ---------- |
| 2020                               |                       |                       |                                                                             |          |            |
| Dascha Dauenhauer                  | Berlin Alexanderplatz | Berlin Alexanderplatz | Németország · Hollandia                                                     | [ * 11 ] |            |
| 2021                               |                       |                       |                                                                             |          |            |
| Nils Petter Molvær Peter Brötzmann | Nagy szabadság        | Grosse Freiheit       | Ausztria · Németország                                                      | [ * 12 ] |            |
| 2022                               |                       |                       |                                                                             |          |            |
| Paweł Mykietyn                     | –––                   | EO                    | Lengyelország · Olaszország                                                 | [ * 13 ] |            |
| 2023                               |                       |                       |                                                                             |          |            |
| Markus Binder                      | Club Zero             | Club Zero             | Ausztria · Egyesült Királyság · Németország · Franciaország · Dánia · Katar | [ * 14 ] |            |
| 2024                               |                       |                       |                                                                             |          |            |
| Frederikke Hoffmeier               | Lány a tűvel          | Pigen med nålen       | Dánia · Lengyelország · Svédország                                          | [ * 15 ] |            |

## Két vagy több alkalommal díjazott zeneszerzők
- 3 alkalommal:  Alberto Iglesias (2006, 2009, 2012) [9]
- 2 alkalommal:  Alexandre Desplat (2007, 2010)